# Хаусиго, Томас
Томас Хаусиго (англ. Thomas Houseago, род. 1972 в Лидсе, Великобритания, живёт и работает в Лос-Анджелесе, США) - современный скульптор.

## Образование
- 1994-96 De Ateliers, Амстердам, Нидерланды
- 1991-94 St. Martin's School of Art, Лондон, Англия
- 1990-91 Jacob Kramer Foundation College, Лидс, Англия

## Творчество
Томас Хаусиго создает антропоморфные скульптуры, напоминающие человеческие фигуры, головы и части тела. Произведения этого скульптора объединяют качества, не совместимые на первый взгляд: они архаичные и современные, монументальные и хрупкие одновременно. Работы Хауиго - это преимущественно белые скульптуры, в которых смешаны модернизм, использование повседневных материалов и греческий классицизм.

## Персональные выставки
- 2009 Ballroom Marfa, with Aaron Curry, Marfa, TX
- 2008 "When Earth Fucks With Space", Xavier Hufkens, Брюссель, Бельгия
- 2008 Serpent, David Kordansky Gallery, Лос-Анджелес, США
- 2008 Bastards, Herald St., Лондон, Англия
- 2007 A Million Miles Away, The Modern Institute/Toby Webster, Глазго, Шотландия
- 2004 Solo presentation, Art Brussels, with gallery Xavier Hufkens, Брюссель, Бельгия
- 2003 Thomas Houseago, I Am Here, Selected Sculptures 1995-2003, S.M.A.K., Gent, Бельгия
- 2001 Thomas Houseago, Xavier Hufkens, Брюссель, Бельгия
- 2000 Something to Be, Galerie Fons Welters, Амстердам, Нидерланды
- 1996 Stedelijk Museum Bureau, Амстердам, Нидерланды
- 1996 Mum's tattoo, Si en La, (w/Matthew Monahan, приглашенные куратор: Luc Tuymans), Antwerp, Belgium

## Работы
- Striding Giant, 2008
- Crouching figure, 2008
- Figure 2 Архивная копия от 12 января 2011 на Wayback Machine, 2008
- Distortion, 2007
- Untitled Striding Figure, 1, 2007
- Pour Head Study, 2008
- Carved Head, 2007
- Study for Oedipus, 2007
- Clay Echo Mask, 2007
- Wooden Structure(Head), 2007
- Man, 2007
- Inverted Mask, 2007
- Snake, 2007
- Monumental Body, 2007
- Large Striding Figure, 2007
- First Light, 2006
- Head, 2006
- Squatting Man, 2005
- Joanne Архивная копия от 12 января 2011 на Wayback Machine, 2005
- Stairs/Coins, 2003
- Caryatide with Squatting Man Архивная копия от 12 января 2011 на Wayback Machine, 2000/2001
- Folded Man Архивная копия от 12 января 2011 на Wayback Machine, 1997